# Troschelia berniciensis
Troschelia berniciensis is een slakkensoort uit de familie van de Buccinidae. De wetenschappelijke naam van de soort is voor het eerst geldig gepubliceerd in 1846 door King.